# Live at The Gaslight 1962
| Recensione                        | Giudizio |
| --------------------------------- | -------- |
| Allmusic                          | [ 1 ]    |
| The Encyclopedia of Popular Music | [ 2 ]    |

Live at The Gaslight 1962 è un album discografico dal vivo del cantautore statunitense Bob Dylan pubblicato nell'agosto del 2005 dalla Columbia Records. Il disco comprende dieci canzoni eseguite da Dylan nel locale Gaslight Cafe di New York nel 1962. Venne originariamente distribuito attraverso un accordo esclusivo con la catena Starbucks della durata di 18 mesi, scaduti i quali l'album fu commercializzato anche nei normali canali distributivi.

## Il disco
Live at The Gaslight 1962 venne registrato agli inizi della carriera di Dylan, quando egli era ancora virtualmente sconosciuto al di fuori dell'ambiente folk newyorchese del Greenwich Village. Grazie all'interessamento della moglie di Dave Van Ronk, Terri Thal, Dylan poté incidere una serie di canzoni su un registratore a nastro collegato all'impianto audio del locale.
Questi nastri del Gaslight circolarono sotto forma di bootleg tra i collezionisti di Dylan per molti anni. Apparvero su bootleg per la prima volta nel 1973, e da allora, in una vasta serie di pubblicazioni non ufficiali.

## Controversia HMV Canada
Durante il periodo di 18 mesi nel quale Starbucks ebbe l'esclusiva dei diritti di vendita dell'album, la catena di negozi di musica HMV Canada tolse dai propri scaffali ogni prodotto collegato a Bob Dylan in segno di protesta. Simili provvedimenti erano già stati messi in atto nei confronti di The Rolling Stones e Alanis Morissette. HMV iniziò a ridistribuire i dischi di Dylan (anche se non tutti) nel dicembre 2005 in occasione delle festività natalizie, per poi reinserire tutta la discografia completa a partire dalla primavera del 2006. Successivamente, come parziale risarcimento, la Columbia offrì in regalo una copia di Live at The Gaslight 1962 con ogni acquisto di un album di Bob Dylan presso uno dei negozi HMV.

## Tracce
- Tutti i brani sono traditional; adattati ed arrangiati da Bob Dylan, eccetto dove indicato diversamente.

1. A Hard Rain's A-Gonna Fall (Bob Dylan) – 6:40
2. Rocks and Gravel (Bob Dylan) – 4:58
3. Don't Think Twice, It's All Right (Bob Dylan) – 3:09
4. The Cuckoo (Is a Pretty Bird) (Traditional, arr. Clarence Ashley) – 2:18
5. Moonshiner – 4:05
6. Handsome Molly – 2:44
7. Cocaine (Traditional, arr. Reverendo Gary Davis) – 2:56
8. John Brown (Bob Dylan) – 5:53
9. Barbara Allen – 7:49
10. West Texas – 5:37